# والورتون (مینه‌سوتا)
والورتون، مینه‌سوتا (به انگلیسی: Wolverton, Minnesota) یک شهر در ایالات متحده آمریکا است که در شهرستان ویلکین، مینه‌سوتا واقع شده‌است.

## خصوصیات
والورتون ۰٫۷۳ کیلومترمربع مساحت و ۱۴۲ نفر جمعیت دارد و ۲۸۴ متر بالاتر از سطح دریا واقع شده‌است.